# Parambassis pulcinella
Parambassis pulcinella är en fiskart som beskrevs av Maurice Kottelat 2003. Parambassis pulcinella ingår i släktet Parambassis och familjen Ambassidae. IUCN kategoriserar arten globalt som otillräckligt studerad. Inga underarter finns listade i Catalogue of Life.